# Birgit Prinz
Pour les articles homonymes, voir Prinz.
Birgit Prinz, née le 25 octobre 1977 à Francfort-sur-le-Main (Allemagne), est une joueuse de football féminin. Elle joue au poste d'attaquante. Elle mesure 1,79 m pour 76 kg.

## Biographie
Physiothérapeute de formation, Birgit Prinz pratique le football dès son enfance. Depuis juillet 1994 elle évolue au 1. FFC Francfort, club avec lequel elle remporte plusieurs éditions du championnat et de la Coupe d'Allemagne de football féminin, ainsi que la Coupe féminine de l'UEFA. Luciano Gaucci, le très médiatique président du Pérouse Calcio — connu pour avoir engagé Saadi Kadhafi, le fils de Mouammar Kadhafi — lui propose en 2003 d'évoluer dans le championnat d'Italie masculin. Prinz décline l'offre notamment en raison des risques de conflit juridique avec la fédération internationale.
Birgit Prinz inscrit sept buts lors de la Coupe du monde féminine 2003 qu'elle remporte avec l'équipe d'Allemagne. Elle décroche également la médaille de bronze lors des Jeux olympiques de Sydney (2000) et d'Athènes (2004). Avec cinq buts, dont un quadruplé face à l'équipe de Chine, elle est la meilleure réalisatrice du tournoi olympique 2004.
Elle est désignée meilleure joueuse par la FIFA à trois reprises, de 2003 à 2005, et obtient le titre de meilleure joueuse allemande décerné par sa fédération nationale de 2001 à 2007. Ses 128 réalisations en 208 sélections nationale en font une candidate sérieuse pour surpasser le record de 158 buts établi par Mia Hamm. Elle prend sa retraite sportive en août 2011 à l'âge de 33 ans.

## Statistiques
| Saison                | Club                    | Championnat           | Championnat | Championnat | Coupe(s) nationale(s) | Coupe(s) nationale(s) | Supercoupe | Supercoupe | Compétition(s) continentale(s) | Compétition(s) continentale(s) | Compétition(s) continentale(s) | Play-off | Play-off | Total | Total |
| Saison                | Club                    | Division              | M.          | B.          | M.                    | B.                    | M.         | B.         | Comp.                          | M.                             | B.                             | M.       | B.       | M.    | B.    |
| 1993-1994             | FSV Francfort           | Frauen Bundesliga     | 18          |             |                       |                       | -          | -          | -                              | -                              | -                              | 0+       | 0+       | 18    | 0     |
| 1994-1995             | FSV Francfort           | Frauen Bundesliga     | 18          | 18          | 1+                    | 1+                    | -          | -          | -                              | -                              | -                              | 1+       | 1+       | 20    | 20    |
| 1995-1996             | FSV Francfort           | Frauen Bundesliga     | 13          | 19          | 1+                    | 1+                    | 0          | 0          | -                              | -                              | -                              | 1        | 0        | 15    | 20    |
| 1996-1997             | FSV Francfort           | Frauen Bundesliga     | 18          | 20          |                       |                       | 1          | 1          | -                              | -                              | -                              | 0+       | 0+       | 19    | 21    |
| 1997-1998             | FSV Francfort           | Frauen Bundesliga     | 21          | 23          | 1+                    | 0+                    | -          | -          | -                              | -                              | -                              | -        | -        | 22    | 23    |
| Sous-total            | Sous-total              | Sous-total            | 88          | 80+         | 3+                    | 2+                    | 1          | 1          | -                              | -                              | -                              | 2+       | 1+       | 94    | 84    |
| 1998-1999             | 1. FFC Francfort        | Frauen Bundesliga     | 19          | 20          | 1+                    | 0+                    | -          | -          | -                              | -                              | -                              | -        | -        | 20    | 20    |
| 1999-2000             | 1. FFC Francfort        | Frauen Bundesliga     | 22          | 16          | 1+                    | 0+                    | -          | -          | -                              | -                              | -                              | -        | -        | 23    | 16    |
| 2000-2001             | 1. FFC Francfort        | Frauen Bundesliga     | 21          | 24          | 1+                    | 1+                    | -          | -          | -                              | -                              | -                              | -        | -        | 22    | 25    |
| 2001-2002             | 1. FFC Francfort        | Frauen Bundesliga     | 13          | 17          | 2+                    | 8+                    | -          | -          | UWC                            | 6                              | 2                              | -        | -        | 21    | 27    |
| 2002-2003             | 1. FFC Francfort        | Frauen Bundesliga     | 11          | 12          | 3+                    | 3                     | -          | -          | UWC                            | 5                              | 6                              | -        | -        | 19    | 21    |
| 2003-2004             | 1. FFC Francfort        | Frauen Bundesliga     | 20          | 19          | 5                     | 11                    | -          | -          | UWC                            | 6                              | 2                              | -        | -        | 31    | 32    |
| 2004-2005             | 1. FFC Francfort        | Frauen Bundesliga     | 20          | 18          | 3+                    | 0+                    | -          | -          | -                              | -                              | -                              | -        | -        | 23    | 18    |
| 2005-2006             | 1. FFC Francfort        | Frauen Bundesliga     | 21          | 20          | 4                     | 5                     | -          | -          | UWC                            | 9                              | 5                              | -        | -        | 34    | 30    |
| 2006-2007             | 1. FFC Francfort        | Frauen Bundesliga     | 22          | 28          | 3                     | 4                     | -          | -          | UWC                            | 5                              | 1                              | -        | -        | 30    | 33    |
| 2007-2008             | 1. FFC Francfort        | Frauen Bundesliga     | 21          | 25          | 3+                    | 2+                    | -          | -          | UWC                            | 9                              | 5                              | -        | -        | 33    | 32    |
| 2008-2009             | 1. FFC Francfort        | Frauen Bundesliga     | 16          | 10          | 1                     | 0                     | -          | -          | UWC                            | 5                              | 1                              | -        | -        | 22    | 11    |
| 2009-2010             | 1. FFC Francfort        | Frauen Bundesliga     | 21          | 12          | 3                     | 2                     | -          | -          | -                              | -                              | -                              | -        | -        | 24    | 14    |
| 2010-2011             | 1. FFC Francfort        | Frauen Bundesliga     | 18          | 23          | 3                     | 3                     | -          | -          | -                              | -                              | -                              | -        | -        | 21    | 26    |
| Sous-total            | Sous-total              | Sous-total            | 245         | 244         | 33+                   | 39+                   | -          | -          | -                              | 45                             | 22                             | -        | -        | 323   | 305   |
| 2002                  | Carolina Courage (prêt) | WUSA                  | 15          | 12          | -                     | -                     | -          | -          | -                              | -                              | -                              | 2        | 1        | 17    | 13    |
| 2003                  | Carolina Courage (prêt) | WUSA                  | 20          | 11          | -                     | -                     | -          | -          | -                              | -                              | -                              | -        | -        | 20    | 11    |
| Sous-total            | Sous-total              | Sous-total            | 35          | 23          | -                     | -                     | -          | -          | -                              | -                              | -                              | 2        | 1        | 37    | 24    |
| 2012-2013             | TSG 1899 Hoffenheim     | 2.Frauen Bundesliga   | 3           | 1           | 2                     | 1                     | -          | -          | -                              | -                              | -                              | -        | -        | 5     | 2     |
| Sous-total            | Sous-total              | Sous-total            | 3           | 1           | 2                     | 1                     | -          | -          | -                              | -                              | -                              | -        | -        | 5     | 2     |
| Total sur la carrière | Total sur la carrière   | Total sur la carrière | 371         | 348         | 38                    | 42                    | 1          | 1          | -                              | 45                             | 22                             | 4+       | 2+       | 459   | 415   |

- 2 matchs inconnus en demi-finale de play-off en 1993-94.
- 2 matchs inconnus en demi-finale de play-off en 1994-95.
- 2 matchs inconnus en demi-finale de play-off en 1996-97.
- 5 matchs inconnus en coupe en 1994-95.
- 5 matchs inconnus en coupe en 1995-96.
- 4 matchs inconnus en coupe en 1996-97.
- 5 matchs inconnus en coupe en 1997-98.
- 4 matchs inconnus en coupe en 1998-99.
- 4 matchs inconnus en coupe en 1999-00.
- 4 matchs inconnus en coupe en 2000-01.
- 3 matchs inconnus en coupe en 2001-02.
- 1 match inconnu en coupe en 2002-03 (premier tour).
- 2 matchs inconnus en coupe en 2004-05.
- 1 match inconnu en coupe en 2007-08.

Infos inconnues pour les matchs joués en Supercoupe
https://web.archive.org/web/20121108010003/fr.uefa.com/teamsandplayers/players/player=26458/profile/index.html
https://web.archive.org/web/20031006153133/http://www.ffc-frankfurt.de/Das_Bundesliga-Team/Torschutzenliste/torschutzenliste.html

## Palmarès

### En sélection
- Coupe du monde : 2003 et 2007
- Championnat d'Europe : 1995, 1997, 2001, 2005 et 2009.
- Médaille de bronze aux Jeux olympiques : 2000, 2004, et 2008

### En club

#### Avec le FSV Francfort
- Championne d'Allemagne 1995 et 1998
- Coupe d'Allemagne : 1995 et 1996
- Supercoupe d'Allemagne : 1995 et 1996

#### Avec le FFC Francfort
- Coupe féminine de l'UEFA : 2002, 2006 et 2008
- Championnat d'Allemagne : 1999, 2001, 2002, 2003, 2005, 2007 et 2008
- Coupe d'Allemagne : 1999, 2000, 2001, 2002, 2003, 2007, 2008 et 2011
- Tournoi d'ouverture de la saison de Bundesliga : 1997, 1999, 2000 et 2001.

#### Avec Carolina Courage
- Women's United Soccer Association : 2002[2]

### Distinctions personnelles
- Meilleure joueuse mondiale de la FIFA en 2003, 2004 et 2005
- Footballeuse allemande de l'année : 2001, 2002, 2003, 2004, 2005, 2006, 2007 et 2008
- Meilleure joueuse de la Coupe du monde 2003
- Meilleure buteuse de la Coupe du monde 2003
- Meilleure buteuse du Championnat d'Allemagne en 1996/1997 (20 buts), 1997/1998 (23 buts), 2000/2001 (24 buts) et 2006/2007 (28 buts).
- Meilleure réalisatrice du Tournoi olympique 2004 avec 5 buts
- Silbernes Lorbeerblatt : 2007